# Uefa Champions League 1999/2000
Uefa Champions League var den 45:e säsongen av turneringen, och vanns av Real Madrid som tog sin åttonde titel, efter en seger över Valencia i finalen på Stade de France 24 maj 2000. Säsongen dominerades av de spanska lagen med inte mindre än tre stycken spanska lag i semifinalen: mästarna Real Madrid, finalisterna Valencia samt Barcelona. Detta resulterade alltså i den första finalen i turneringen mellan två lag från samma land.

## Ändringar i tävlingsformatet
Inför den fyrtiofemte upplagan lades ytterligare en kvalificeringsrunda för att få till två stycken gruppstadium i turneringen. Det första stadiet skulle ha 32 lag i 8 grupper om fyra, den andra skulle ha 16 lag i 4 grupper om fyra. De två vinnarna i det första stadiet gick vidare till det andra, trean gick till tredje omgången av Uefacupen 1999/2000 och fyran slogs ut. De två vinnarna i det andra stadiet gick vidare till slutspel, medan de andra eliminerades från Champions League denna säsong, detta resulterade i åtta lag som spelas slutspel i form av dubbelmöten - förutom finalen som var en enkel match på en tidigare bestämd arena (Stade de France).

## Kvalspel

### Första kvalomgången
| Första kvalomgången – 18 deltagande klubblag | Första kvalomgången – 18 deltagande klubblag | Första kvalomgången – 18 deltagande klubblag | Första kvalomgången – 18 deltagande klubblag | Första kvalomgången – 18 deltagande klubblag |
| -------------------------------------------- | -------------------------------------------- | -------------------------------------------- | -------------------------------------------- | -------------------------------------------- |
| Lag 1                                        | Totalt                                       | Lag 2                                        | Möte 1                                       | Möte 2                                       |
| ÍBV                                          | 3–1                                          | Tirana                                       | 1–0                                          | 2–1                                          |
| Litex Lovech                                 | 5–0                                          | Glentoran                                    | 3–0                                          | 2–0                                          |
| Žalgiris Vilnius                             | 5–0                                          | Araks Ararat                                 | 2–0                                          | 3–0                                          |
| HB                                           | 1–7                                          | FC Haka                                      | 1–1                                          | 0–6                                          |
| Partizan                                     | 10–10                                        | Flora Tallinn                                | 6–0                                          | 4–1                                          |
| Jeunesse Esch                                | 00–10                                        | Skonto                                       | 0–2                                          | 0–8                                          |
| Sloga Jugomagnat                             | 00002–2 (BM)                                 | Kapaz                                        | 1–0                                          | 1–2                                          |
| Barry Town                                   | 2–3                                          | Valletta                                     | 0–0                                          | 2–3                                          |
| St Patrick's Athletic                        | 00–10                                        | Zimbru Chișinău                              | 0–5                                          | 0–5                                          |

### Andra kvalomgången
| Andra kvalomgången – 28 deltagande klubblag | Andra kvalomgången – 28 deltagande klubblag | Andra kvalomgången – 28 deltagande klubblag | Andra kvalomgången – 28 deltagande klubblag | Andra kvalomgången – 28 deltagande klubblag |
| ------------------------------------------- | ------------------------------------------- | ------------------------------------------- | ------------------------------------------- | ------------------------------------------- |
| Lag 1                                       | Totalt                                      | Lag 2                                       | Möte 1                                      | Möte 2                                      |
| Rapid Wien                                  | 5–0                                         | Valletta                                    | 3–0                                         | 2–0                                         |
| Anorthosis Famagusta                        | 3–2                                         | Slovan Bratislava                           | 2–1                                         | 1–1                                         |
| Partizan                                    | 6–1                                         | Rijeka                                      | 3–1                                         | 3–0                                         |
| CSKA Moskva                                 | 2–4                                         | Molde FK                                    | 2–0                                         | 0–4                                         |
| Litex Lovech                                | 5–5 (2–3 str.)                              | Widzew Łódź                                 | 4–1                                         | 1–4 (e.f.)                                  |
| FC Haka                                     | 1–7                                         | Rangers                                     | 1–4                                         | 0–3                                         |
| Dinamo Tbilisi                              | 2–3                                         | Zimbru Chișinău                             | 2–1                                         | 0–2                                         |
| FC Dnepr Mahilyow                           | 0–3                                         | AIK                                         | 0–1                                         | 0–2                                         |
| Sloga Jugomagnat                            | 0–2                                         | Brøndby IF                                  | 0–1                                         | 0–1                                         |
| Rapid Bukarest                              | 4–5                                         | Skonto                                      | 3–3                                         | 1–2                                         |
| Beşiktaş                                    | 00001–1 (BM)                                | Hapoel Haifa                                | 1–1                                         | 0–0                                         |
| Dynamo Kiev                                 | 3–0                                         | Žalgiris Vilnius                            | 2–0                                         | 1–0                                         |
| ÍBV                                         | 1–5                                         | MTK Hungária                                | 0–2                                         | 1–3                                         |
| Maribor                                     | 5–4                                         | Genk                                        | 5–1                                         | 0–3                                         |

### Tredje kvalomgången
| Tredje kvalomgången – 32 deltagande klubblag | Tredje kvalomgången – 32 deltagande klubblag | Tredje kvalomgången – 32 deltagande klubblag | Tredje kvalomgången – 32 deltagande klubblag | Tredje kvalomgången – 32 deltagande klubblag |
| -------------------------------------------- | -------------------------------------------- | -------------------------------------------- | -------------------------------------------- | -------------------------------------------- |
| Lag 1                                        | Totalt                                       | Lag 2                                        | Möte 1                                       | Möte 2                                       |
| Zimbru Chişinău                              | 0–2                                          | PSV Eindhoven                                | 0–0                                          | 0–2                                          |
| Spartak Moskva                               | 5–1                                          | Partizan                                     | 2–0                                          | 3–1                                          |
| Chelsea                                      | 3–0                                          | Skonto                                       | 3–0                                          | 0–0                                          |
| Rapid Wien                                   | 0–4                                          | Galatasaray                                  | 0–3                                          | 0–1                                          |
| Fiorentina                                   | 5–1                                          | Widzew Łódź                                  | 3–1                                          | 2–0                                          |
| Ålborg BK                                    | 3–4                                          | Dynamo Kiev                                  | 1–2                                          | 2–2                                          |
| Rangers                                      | 2–1                                          | Parma                                        | 2–0                                          | 0–1                                          |
| Brøndby IF                                   | 3–6                                          | Boavista                                     | 1–2                                          | 2–4 (e.f.)                                   |
| AEK Aten                                     | 0–1                                          | AIK                                          | 0–0                                          | 0–1                                          |
| Hapoel Haifa                                 | 0–4                                          | Valencia                                     | 0–2                                          | 0–2                                          |
| Hertha Berlin                                | 2–0                                          | Anorthosis Famagusta                         | 2–0                                          | 0–0                                          |
| Sturm Graz                                   | 4–3                                          | Servette                                     | 2–1                                          | 2–2                                          |
| Molde FK                                     | 00001–1 (BM)                                 | Mallorca                                     | 0–0                                          | 1–1                                          |
| Lyon                                         | 0–3                                          | Maribor                                      | 0–1                                          | 0–2                                          |
| Kroatien Zagreb                              | 2–0                                          | MTK Hungária                                 | 0–0                                          | 2–0                                          |
| Teplice                                      | 0–2                                          | Borussia Dortmund                            | 0–1                                          | 0–1                                          |

## Gruppspel

### Första gruppspelsrundan

#### Grupp A
| Nr | Lag              | S | V | O | F | GM | IM | MS  | P  |
| -- | ---------------- | - | - | - | - | -- | -- | --- | -- |
| 1  | Lazio            | 6 | 4 | 2 | 0 | 13 | 3  | +10 | 14 |
| 2  | Dynamo Kiev      | 6 | 2 | 1 | 3 | 8  | 8  | 0   | 7  |
| 3  | Bayer Leverkusen | 6 | 1 | 4 | 1 | 7  | 7  | 0   | 7  |
| 4  | Maribor          | 6 | 1 | 1 | 4 | 2  | 12 | −10 | 4  |

| Hemma \ Borta    | Tyskland | Ukraina | Italien | Slovenien |
| Bayer Leverkusen | —        | 1–1     | 1–1     | 0–0       |
| Dynamo Kiev      | 4–2      | —       | 0–1     | 0–1       |
| Lazio            | 1–1      | 2–1     | —       | 4–0       |
| Maribor          | 0–2      | 1–2     | 0–4     | —         |

#### Grupp B
| Nr | Lag        | S | V | O | F | GM | IM | MS  | P  |
| -- | ---------- | - | - | - | - | -- | -- | --- | -- |
| 1  | Barcelona  | 6 | 4 | 2 | 0 | 19 | 9  | +10 | 14 |
| 2  | Fiorentina | 6 | 2 | 3 | 1 | 9  | 7  | +2  | 9  |
| 3  | Arsenal    | 6 | 2 | 2 | 2 | 9  | 9  | 0   | 8  |
| 4  | AIK        | 6 | 0 | 1 | 5 | 4  | 16 | −12 | 1  |

| Hemma \ Borta | Sverige | England | Spanien | Italien |
| AIK           | —       | 2–3     | 1–2     | 0–0     |
| Arsenal       | 3–1     | —       | 2–4     | 0–1     |
| Barcelona     | 5–0     | 1–1     | —       | 4–2     |
| Fiorentina    | 3–0     | 0–0     | 3–3     | —       |

#### Grupp C
| Nr | Lag               | S | V | O | F | GM | IM | MS | P  |
| -- | ----------------- | - | - | - | - | -- | -- | -- | -- |
| 1  | Rosenborg BK      | 6 | 3 | 2 | 1 | 12 | 5  | +7 | 11 |
| 2  | Feyenoord         | 6 | 1 | 5 | 0 | 7  | 6  | +1 | 8  |
| 3  | Borussia Dortmund | 6 | 1 | 3 | 2 | 7  | 9  | −2 | 6  |
| 4  | Boavista          | 6 | 1 | 2 | 3 | 4  | 10 | −6 | 5  |

| Hemma \ Borta     | Portugal | Tyskland | Nederländerna | Norge |
| Boavista          | —        | 1–0      | 1–1           | 0–3   |
| Borussia Dortmund | 3–1      | —        | 1–1           | 0–3   |
| Feyenoord         | 1–1      | 1–1      | —             | 1–0   |
| Rosenborg BK      | 2–0      | 2–2      | 2–2           | —     |

#### Grupp D
| Nr | Lag               | S | V | O | F | GM | IM | MS | P  |
| -- | ----------------- | - | - | - | - | -- | -- | -- | -- |
| 1  | Manchester United | 6 | 4 | 1 | 1 | 9  | 4  | +5 | 13 |
| 2  | Marseille         | 6 | 3 | 1 | 2 | 10 | 8  | +2 | 10 |
| 3  | Sturm Graz        | 6 | 2 | 0 | 4 | 5  | 12 | −7 | 6  |
| 4  | Croatia Zagreb    | 6 | 1 | 2 | 3 | 7  | 7  | 0  | 5  |

| Hemma \ Borta     | Kroatien | England | Frankrike | Österrike |
| Croatia Zagreb    | —        | 1–2     | 1–2       | 3–0       |
| Manchester United | 0–0      | —       | 2–1       | 2–1       |
| Marseille         | 2–2      | 1–0     | —         | 2–0       |
| Sturm Graz        | 1–0      | 0–3     | 3–2       | —         |

#### Grupp E
| Nr | Lag         | S | V | O | F | GM | IM | MS | P  |
| -- | ----------- | - | - | - | - | -- | -- | -- | -- |
| 1  | Real Madrid | 6 | 4 | 1 | 1 | 15 | 7  | +8 | 13 |
| 2  | Porto       | 6 | 4 | 0 | 2 | 9  | 6  | +3 | 12 |
| 3  | Olympiakos  | 6 | 2 | 1 | 3 | 9  | 12 | −3 | 7  |
| 4  | Molde FK    | 6 | 1 | 0 | 5 | 6  | 14 | −8 | 3  |

| Hemma \ Borta | Norge | Grekland | Portugal | Spanien |
| Molde FK      | —     | 3–2      | 0–1      | 0–1     |
| Olympiakos    | 3–1   | —        | 1–0      | 3–3     |
| Porto         | 3–1   | 2–0      | —        | 2–1     |
| Real Madrid   | 4–1   | 3–0      | 3–1      | —       |

#### Grupp F
| Nr | Lag            | S | V | O | F | GM | IM | MS | P  |
| -- | -------------- | - | - | - | - | -- | -- | -- | -- |
| 1  | Valencia       | 6 | 3 | 3 | 0 | 8  | 4  | +4 | 12 |
| 2  | Bayern München | 6 | 2 | 3 | 1 | 7  | 6  | +1 | 9  |
| 3  | Rangers        | 6 | 2 | 1 | 3 | 7  | 7  | 0  | 7  |
| 4  | PSV            | 6 | 1 | 1 | 4 | 5  | 10 | −5 | 4  |

| Hemma \ Borta  | Tyskland | Nederländerna | Skottland | Spanien |
| Bayern München | —        | 2–1           | 1–0       | 1–1     |
| PSV            | 2–1      | —             | 0–1       | 1–1     |
| Rangers        | 1–1      | 4–1           | —         | 1–2     |
| Valencia       | 1–1      | 1–0           | 2–0       | —       |

#### Grupp G
| Nr | Lag            | S | V | O | F | GM | IM | MS | P  |
| -- | -------------- | - | - | - | - | -- | -- | -- | -- |
| 1  | Sparta Prag    | 6 | 3 | 3 | 0 | 14 | 6  | +8 | 12 |
| 2  | Bordeaux       | 6 | 3 | 3 | 0 | 7  | 4  | +3 | 12 |
| 3  | Spartak Moskva | 6 | 1 | 2 | 3 | 9  | 12 | −3 | 5  |
| 4  | Willem II      | 6 | 0 | 2 | 4 | 7  | 15 | −8 | 2  |

| Hemma \ Borta  | Frankrike | Tjeckien | Ryssland | Nederländerna |
| Bordeaux       | —         | 0–0      | 2–1      | 3–2           |
| Sparta Prag    | 0–0       | —        | 5–2      | 4–0           |
| Spartak Moskva | 1–2       | 1–1      | —        | 1–1           |
| Willem II      | 0–0       | 3–4      | 1–3      | —             |

#### Grupp H
| Nr | Lag           | S | V | O | F | GM | IM | MS | P  |
| -- | ------------- | - | - | - | - | -- | -- | -- | -- |
| 1  | Chelsea       | 6 | 3 | 2 | 1 | 10 | 3  | +7 | 11 |
| 2  | Hertha Berlin | 6 | 2 | 2 | 2 | 7  | 10 | −3 | 8  |
| 3  | Galatasaray   | 6 | 2 | 1 | 3 | 10 | 13 | −3 | 7  |
| 4  | AC Milan      | 6 | 1 | 3 | 2 | 6  | 7  | −1 | 6  |

| Hemma \ Borta | Italien | England | Turkiet | Tyskland |
| AC Milan      | —       | 1–1     | 2–1     | 1–1      |
| Chelsea       | 0–0     | —       | 1–0     | 2–0      |
| Galatasaray   | 3–2     | 0–5     | —       | 2–2      |
| Herta Berlin  | 1–0     | 2–1     | 1–4     | —        |

### Andra gruppspelsrundan

#### Grupp A
| Nr | Lag           | S | V | O | F | GM | IM | MS  | P  |
| -- | ------------- | - | - | - | - | -- | -- | --- | -- |
| 1  | Barcelona     | 6 | 5 | 1 | 0 | 17 | 5  | +12 | 16 |
| 2  | Porto         | 6 | 3 | 1 | 2 | 8  | 8  | 0   | 10 |
| 3  | Sparta Prag   | 6 | 1 | 2 | 3 | 5  | 12 | −7  | 5  |
| 4  | Hertha Berlin | 6 | 0 | 2 | 4 | 3  | 8  | −5  | 2  |

| Hemma \ Borta | Spanien | Tyskland | Portugal | Tjeckien |
| Barcelona     | —       | 3–1      | 4–2      | 5–0      |
| Hertha Berlin | 1–1     | —        | 0–1      | 1–1      |
| Porto         | 0–2     | 1–0      | —        | 2–2      |
| Sparta Prag   | 1–2     | 1–0      | 0–2      | —        |

#### Grupp B
| Nr | Lag               | S | V | O | F | GM | IM | MS | P  |
| -- | ----------------- | - | - | - | - | -- | -- | -- | -- |
| 1  | Manchester United | 6 | 4 | 1 | 1 | 10 | 4  | +6 | 13 |
| 2  | Valencia          | 6 | 3 | 1 | 2 | 9  | 5  | +4 | 10 |
| 3  | Fiorentina        | 6 | 2 | 2 | 2 | 7  | 8  | −1 | 8  |
| 4  | Bordeaux          | 6 | 0 | 2 | 4 | 5  | 14 | −9 | 2  |

| Hemma \ Borta     | Frankrike | Italien | England | Spanien |
| Bordeaux          | —         | 0–0     | 1–2     | 1–4     |
| Fiorentina        | 3–3       | —       | 2–0     | 1–0     |
| Manchester United | 2–0       | 3–1     | —       | 3–0     |
| Valencia          | 3–0       | 2–0     | 0–0     | —       |

#### Grupp C
| Nr | Lag            | S | V | O | F | GM | IM | MS | P  |
| -- | -------------- | - | - | - | - | -- | -- | -- | -- |
| 1  | Bayern München | 6 | 4 | 1 | 1 | 13 | 8  | +5 | 13 |
| 2  | Real Madrid    | 6 | 3 | 1 | 2 | 11 | 12 | −1 | 10 |
| 3  | Dynamo Kiev    | 6 | 3 | 1 | 2 | 10 | 8  | +2 | 10 |
| 4  | Rosenborg BK   | 6 | 0 | 1 | 5 | 5  | 11 | −6 | 1  |

| Hemma \ Borta  | Tyskland | Ukraina | Spanien | Norge |
| Bayern München | —        | 2–1     | 4–1     | 2–1   |
| Dynamo Kiev    | 2–0      | —       | 1–2     | 2–1   |
| Real Madrid    | 2–4      | 2–2     | —       | 3–1   |
| Rosenborg BK   | 1–1      | 1–2     | 0–1     | —     |

#### Grupp D
| Nr | Lag       | S | V | O | F | GM | IM | MS | P  |
| -- | --------- | - | - | - | - | -- | -- | -- | -- |
| 1  | Lazio     | 6 | 3 | 2 | 1 | 10 | 4  | +6 | 11 |
| 2  | Chelsea   | 6 | 3 | 1 | 2 | 8  | 5  | +3 | 10 |
| 3  | Feyenoord | 6 | 2 | 2 | 2 | 7  | 7  | 0  | 8  |
| 4  | Marseille | 6 | 1 | 1 | 4 | 2  | 11 | −9 | 4  |

| Hemma \ Borta | England | Nederländerna | Italien | Frankrike |
| Chelsea       | —       | 3–1           | 1–2     | 1–0       |
| Feyenoord     | 1–3     | —             | 0–0     | 3–0       |
| Lazio         | 0–0     | 1–2           | —       | 5–1       |
| Marseille     | 1–0     | 0–0           | 0–2     | —         |

## Slutspel

### Slutspelsträd
|  | Kvartsfinaler     | Kvartsfinaler  | Kvartsfinaler | Kvartsfinaler |   |             | Semifinaler | Semifinaler | Semifinaler | Semifinaler |  |  | Final ( )   | Final ( ) |  |  |
|  |                   |                |               |               |   |             |             |             |             |             |  |  |             |           |  |  |
|  | Real Madrid       | 0              | 3             | 3             |   |             |             |             |             |             |  |  |             |           |  |  |
|  | Manchester United | 0              | 2             | 2             |   |             |             |             |             |             |  |  |             |           |  |  |
|  | Manchester United | 0              | 2             | 2             |   | Real Madrid | 2           | 1           | 3           |             |  |  |             |           |  |  |
|  |                   |                |               |               |   | Real Madrid | 2           | 1           | 3           |             |  |  |             |           |  |  |
|  |                   | Bayern München | 0             | 2             | 2 |             |             |             |             |             |  |  |             |           |  |  |
|  | Porto             | Bayern München | 0             | 2             | 2 | 1           | 1           | 2           |             |             |  |  |             |           |  |  |
|  | Porto             |                |               |               |   | 1           | 1           | 2           |             |             |  |  |             |           |  |  |
|  | Bayern München    | 1              | 2             | 3             |   |             |             |             |             |             |  |  |             |           |  |  |
|  |                   |                |               |               |   |             |             |             |             |             |  |  | Real Madrid | 3         |  |  |
|  |                   |                | Valencia      | 0             |   |             |             |             |             |             |  |  |             |           |  |  |
|  | Valencia          | 5              | 0             | 5             |   |             |             |             |             |             |  |  |             |           |  |  |
|  | Lazio             | 2              | 1             | 3             |   |             |             |             |             |             |  |  |             |           |  |  |
|  | Lazio             | 2              | 1             | 3             |   | Valencia    | 4           | 1           | 5           |             |  |  |             |           |  |  |
|  |                   |                |               |               |   | Valencia    | 4           | 1           | 5           |             |  |  |             |           |  |  |
|  |                   | Barcelona      | 1             | 2             | 3 |             |             |             |             |             |  |  |             |           |  |  |
|  | Chelsea           | Barcelona      | 1             | 2             | 3 | 3           | 1           | 4           |             |             |  |  |             |           |  |  |
|  | Chelsea           |                |               |               |   | 3           | 1           | 4           |             |             |  |  |             |           |  |  |
|  | Barcelona (e.f.)  | 1              | 5             | 6             |   |             |             |             |             |             |  |  |             |           |  |  |

### Kvartsfinaler
| Kvartsfinaler – 8 deltagande klubblag | Kvartsfinaler – 8 deltagande klubblag | Kvartsfinaler – 8 deltagande klubblag | Kvartsfinaler – 8 deltagande klubblag | Kvartsfinaler – 8 deltagande klubblag |
| ------------------------------------- | ------------------------------------- | ------------------------------------- | ------------------------------------- | ------------------------------------- |
| Lag 1                                 | Totalt                                | Lag 2                                 | Möte 1                                | Möte 2                                |
| Real Madrid                           | 3–2                                   | Manchester United                     | 0–0                                   | 3–2                                   |
| Porto                                 | 2–3                                   | Bayern München                        | 1–1                                   | 1–2                                   |
| Chelsea                               | 4–6                                   | Barcelona                             | 3–1                                   | 1–5 (e.f.)                            |
| Valencia                              | 5–3                                   | Lazio                                 | 5–2                                   | 0–1                                   |

#### Match 1
|  | 4 april 2000 | Porto      | 1 – 1   | Bayern München   | Estádio das Antas, Porto            |                                     |
|  |              | Jardel 47′ | Rapport | Paulo Sérgio 80′ | Domare: Nikolaj Levnikov (Ryssland) | Domare: Nikolaj Levnikov (Ryssland) |
|  |              |            |         |                  | Domare: Nikolaj Levnikov (Ryssland) | Domare: Nikolaj Levnikov (Ryssland) |
|  |              |            |         |                  | Domare: Nikolaj Levnikov (Ryssland) | Domare: Nikolaj Levnikov (Ryssland) |

|  | 4 april 2000 | Real Madrid | 0 – 0   | Manchester United | Santiago Bernabéu-stadion, Madrid    |                                      |
|  |              |             | Rapport |                   | Domare: Gilles Veissiere (Frankrike) | Domare: Gilles Veissiere (Frankrike) |
|  |              |             |         |                   | Domare: Gilles Veissiere (Frankrike) | Domare: Gilles Veissiere (Frankrike) |
|  |              |             |         |                   | Domare: Gilles Veissiere (Frankrike) | Domare: Gilles Veissiere (Frankrike) |

|  | 5 april 2000 | Valencia                                     | 5 – 2   | Lazio                 | Mestalla, Valencia                                  |                                                     |
|  |              | Angulo 2′ G. López 4′, 40′, 80′ C. López 91′ | Rapport | Inzaghi 28′ Salas 87′ | Publik: 48 000 Domare: Kim Milton Nielsen (Danmark) | Publik: 48 000 Domare: Kim Milton Nielsen (Danmark) |
|  |              |                                              |         |                       | Publik: 48 000 Domare: Kim Milton Nielsen (Danmark) | Publik: 48 000 Domare: Kim Milton Nielsen (Danmark) |
|  |              |                                              |         |                       | Publik: 48 000 Domare: Kim Milton Nielsen (Danmark) | Publik: 48 000 Domare: Kim Milton Nielsen (Danmark) |

|  | 5 april 2000 | Chelsea               | 3 – 1   | Barcelona | Stamford Bridge, London        |                                |
|  |              | Zola 30′ Flo 34′, 38′ | Rapport | Figo 64′  | Domare: Markus Merk (Tyskland) | Domare: Markus Merk (Tyskland) |
|  |              |                       |         |           | Domare: Markus Merk (Tyskland) | Domare: Markus Merk (Tyskland) |
|  |              |                       |         |           | Domare: Markus Merk (Tyskland) | Domare: Markus Merk (Tyskland) |

#### Match 2
|  | 18 april 2000 | Barcelona                                                    | 5 – 1 (e fl) | Chelsea | Camp Nou, Barcelona            |                                |
|  |               | Rivaldo 24′, 99′ (str.) Figo 45′ D. García 83′ Kluivert 104′ | Rapport      | Flo 60′ | Domare: Anders Frisk (Sverige) | Domare: Anders Frisk (Sverige) |
|  |               |                                                              |              |         | Domare: Anders Frisk (Sverige) | Domare: Anders Frisk (Sverige) |
|  |               |                                                              |              |         | Domare: Anders Frisk (Sverige) | Domare: Anders Frisk (Sverige) |

|  | 18 april 2000 | Lazio     | 1 – 0   | Valencia | Stadio Olimpico, Rom                            |                                                 |
|  |               | Verón 52′ | Rapport |          | Publik: 57 000 Domare: Dick Jol (Nederländerna) | Publik: 57 000 Domare: Dick Jol (Nederländerna) |
|  |               |           |         |          | Publik: 57 000 Domare: Dick Jol (Nederländerna) | Publik: 57 000 Domare: Dick Jol (Nederländerna) |
|  |               |           |         |          | Publik: 57 000 Domare: Dick Jol (Nederländerna) | Publik: 57 000 Domare: Dick Jol (Nederländerna) |

|  | 19 april 2000 | Manchester United              | 2 – 3   | Real Madrid                    | Old Trafford, Manchester            |                                     |
|  |               | Beckham 64′ Scholes 88′ (str.) | Rapport | Keane 21′ (sjm.) Raúl 50′, 52′ | Domare: Pierluigi Collina (Italien) | Domare: Pierluigi Collina (Italien) |
|  |               |                                |         |                                | Domare: Pierluigi Collina (Italien) | Domare: Pierluigi Collina (Italien) |
|  |               |                                |         |                                | Domare: Pierluigi Collina (Italien) | Domare: Pierluigi Collina (Italien) |

|  | 19 april 2000 | Bayern München               | 2 – 1   | Porto      | Olympiastadion, München                        |                                                |
|  |               | Paulo Sérgio 15′ Linke 90+3′ | Rapport | Jardel 90′ | Publik: 47 000 Domare: Hugh Dallas (Skottland) | Publik: 47 000 Domare: Hugh Dallas (Skottland) |
|  |               |                              |         |            | Publik: 47 000 Domare: Hugh Dallas (Skottland) | Publik: 47 000 Domare: Hugh Dallas (Skottland) |
|  |               |                              |         |            | Publik: 47 000 Domare: Hugh Dallas (Skottland) | Publik: 47 000 Domare: Hugh Dallas (Skottland) |

### Semifinaler
| Semifinaler – 4 deltagande klubblag | Semifinaler – 4 deltagande klubblag | Semifinaler – 4 deltagande klubblag | Semifinaler – 4 deltagande klubblag | Semifinaler – 4 deltagande klubblag |
| ----------------------------------- | ----------------------------------- | ----------------------------------- | ----------------------------------- | ----------------------------------- |
| Lag 1                               | Totalt                              | Lag 2                               | Möte 1                              | Möte 2                              |
| Valencia                            | 5–3                                 | Barcelona                           | 4–1                                 | 1–2                                 |
| Real Madrid                         | 3–2                                 | Bayern München                      | 2–0                                 | 1–2                                 |

#### Match 1
|  | 2 maj 2000 | Valencia                                           | 4 – 1   | Barcelona             | Mestalla, Valencia          |                             |
|  |            | Angulo 10′, 43′ Mendieta 47′ (str.) C. López 90+2′ | Rapport | Pellegrino 27′ (sjm.) | Domare: Urs Meier (Schweiz) | Domare: Urs Meier (Schweiz) |
|  |            |                                                    |         |                       | Domare: Urs Meier (Schweiz) | Domare: Urs Meier (Schweiz) |
|  |            |                                                    |         |                       | Domare: Urs Meier (Schweiz) | Domare: Urs Meier (Schweiz) |

|  | 3 maj 2000 | Real Madrid                   | 2 – 0   | Bayern München | Santiago Bernabéu-stadion, Madrid |                                |
|  |            | Anelka 4′ Jeremies 33′ (sjm.) | Rapport |                | Domare: Anders Frisk (Sverige)    | Domare: Anders Frisk (Sverige) |
|  |            |                               |         |                | Domare: Anders Frisk (Sverige)    | Domare: Anders Frisk (Sverige) |
|  |            |                               |         |                | Domare: Anders Frisk (Sverige)    | Domare: Anders Frisk (Sverige) |

#### Match 2
|  | 9 maj 2000 | Bayern München        | 2 – 1   | Real Madrid | Olympiastadion, München                      |                                              |
|  |            | Jancker 12′ Elber 54′ | Rapport | Anelka 31′  | Publik: 60 000 Domare: Graham Poll (England) | Publik: 60 000 Domare: Graham Poll (England) |
|  |            |                       |         |             | Publik: 60 000 Domare: Graham Poll (England) | Publik: 60 000 Domare: Graham Poll (England) |
|  |            |                       |         |             | Publik: 60 000 Domare: Graham Poll (England) | Publik: 60 000 Domare: Graham Poll (England) |

|  | 10 maj 2000 | Barcelona                 | 2 – 1   | Valencia     | Camp Nou, Barcelona                   |                                       |
|  |             | F. de Boer 78′ Cocu 90+2′ | Rapport | Mendieta 69′ | Domare: Vítor Melo Pereira (Portugal) | Domare: Vítor Melo Pereira (Portugal) |
|  |             |                           |         |              | Domare: Vítor Melo Pereira (Portugal) | Domare: Vítor Melo Pereira (Portugal) |
|  |             |                           |         |              | Domare: Vítor Melo Pereira (Portugal) | Domare: Vítor Melo Pereira (Portugal) |

### Final
|  | 24 maj 2000 | Real Madrid                          | 3 – 0 | Valencia | Stade de France, Paris                           |                                                  |
|  |             | Morientes 39′ McManaman 67′ Raúl 75′ |       |          | Publik: 78 759 Domare: Stefano Braschi (Italien) | Publik: 78 759 Domare: Stefano Braschi (Italien) |
|  |             |                                      |       |          | Publik: 78 759 Domare: Stefano Braschi (Italien) | Publik: 78 759 Domare: Stefano Braschi (Italien) |
|  |             |                                      |       |          | Publik: 78 759 Domare: Stefano Braschi (Italien) | Publik: 78 759 Domare: Stefano Braschi (Italien) |

| Vinnare av UEFA Champions League 1999/2000 |
| ------------------------------------------ |
| Real Madrid Åttonde titeln                 |

### Webbkällor
Den här artikeln är helt eller delvis baserad på material från engelskspråkiga Wikipedia, 1999–2000 UEFA Champions League, tidigare version.